# Jamrzyno (przystanek kolejowy)
Jamrzyno – zlikwidowany przystanek kolejowy w Polsce położony w województwie pomorskim, w powiecie słupskim, w gminie Dębnica Kaszubska.

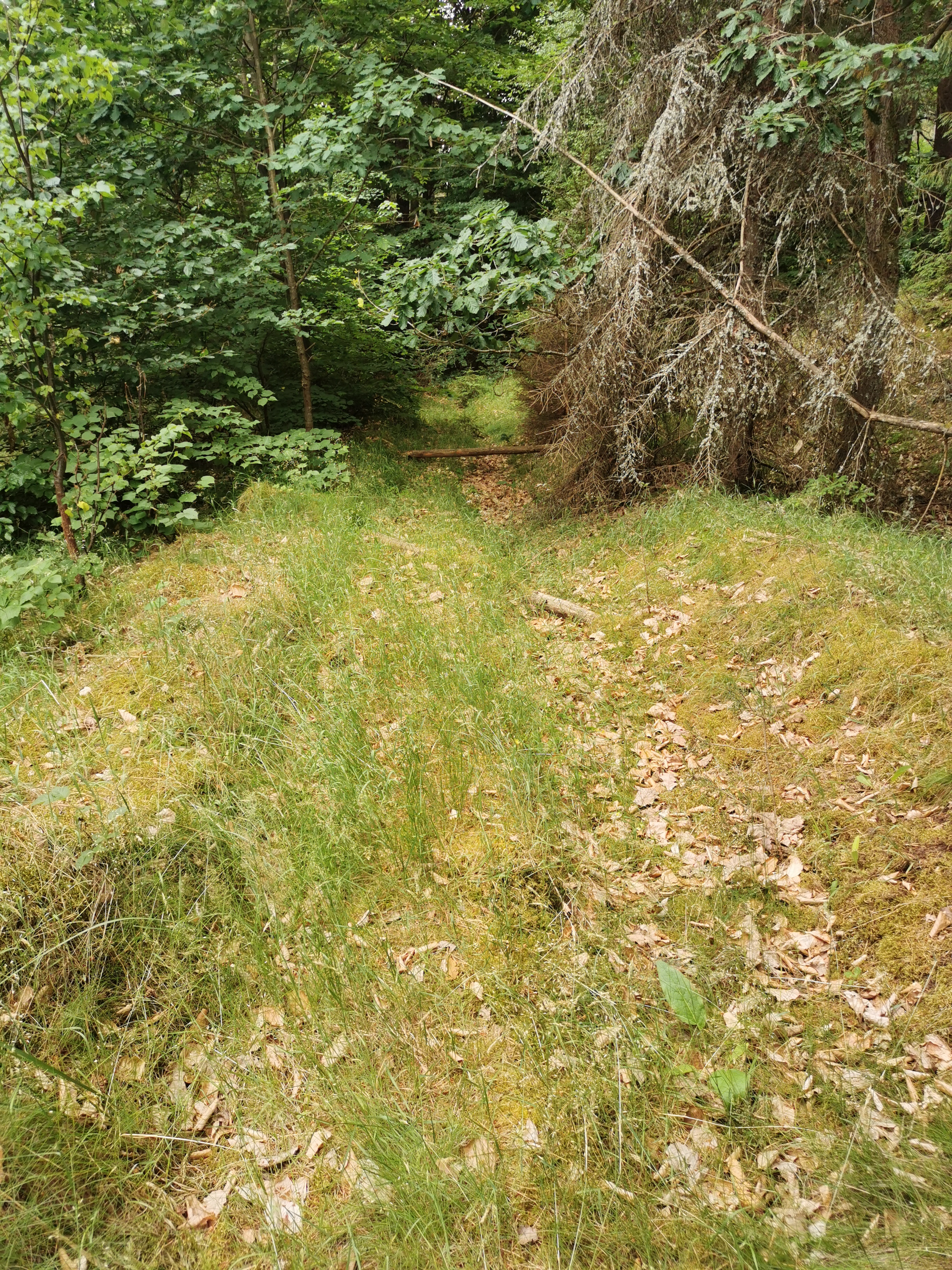
Miejsce przebiegu torów nieistniejącej linii kolejowej Słupsk-Budowo przy przystanku kolejowym w Jamrzynie

Przystanek znajdował się przy skrzyżowaniu drogi wojewódzkiej nr 210 z drogą do Spola, na zachód od zabudowań w Jamrzynie. Był częścią linii kolejowej Słupsk–Budowo. Pierwszy odcinek, tj. ze Słupska do Dębnicy Kaszubskiej, oddano do użytkowania 15 sierpnia 1894. 12 października 1895 nastąpiło otwarcie następnego fragmentu tejże linii, tj. do Jamrzyna właśnie. Ostatecznie, 1 sierpnia 1906 tory przedłużono do Budowa. Planów połączenia z linią Bytów-Lębork nigdy nie zrealizowano. Przystanek rozebrano w 1945.
Zachował się fundament przystanku.